# Маклемор
Бенџамин Хамонд Хагерти (енгл. Benjamin Hammond Haggerty; 19. јун 1983), познат под псеудонимом Маклемор (енгл. Macklemore), амерички је музичар. Самостално је кренуо да објављује музику 2000. године, а сада сарађује са продуцентом Рајаном Луисом, виолонистом Ендру Јослином (енгл. Andrew Joslyn), и трубачем Овиор Арунга (енгл. Owuor Arunga). Издао је једну компилацију, два ЕП-а и два албума, мада ни за једну велику издавачку кућу. Његов музички видео Thrift Shop на сајту Јутуб (енгл. YouTube) дошао је до цифре од милијарду прегледа у децембру 2016. године и нашао се на првој позицији најслушаније песме у Америци, где је продато више од два милиона копија. Његов други сингл "Can't Hold Us" је такође достигао прву позицију најслушаније песме, чинећи Меклемора и Рајана, први дует у историји где су њихова прва два сингла постала број један на најслушанијој листи у Америци у последњих 20 година, а притом не потписати за неке велике издавачке куће.

## Живот и утицај
Хагерти је рођен у Сијетлу, Вашингтон, похађао је средњу школу Гарфилд (енгл. Garfield High School), Натан Хејле школу (енгл. Nathan Hale High School), и студира на Евергрин државном колеџу (енгл. The Evergreen State College). Интересовања су му била да допре до млађих генерација преко своје музике, те је био део програма који се бави образовном и културном идентитетом под називом Капија зе младе.
Иако не потиче из музичке породице, од својих родитеља је добијао подршку у музичким достигнућима. Хагерти је имао само 6 година када је хип-хоп ушао у његов живот. Како је одрастао, он и његови пријатељи су проводили лето, тако што су постављалу шаторе и слушали радио, преснимавањем и миксовањем песама које су слушали, јер нису били у могућности да купе било шта, јер су били малолетни и нису имали пристанак својих родитеља.

## Дискографија
- (2005)
- (2017)

Са Рајаном Луисом
- (2012)
- (2016)